# Assi (1. Generation)
Rab Assi (auch Issi oder Assa) war ein jüdischer Gelehrter des Altertums, wird zu den babylonischen Amoräern der ersten Generation gezählt und lebte und wirkte im dritten nachchristlichen Jahrhundert.
Er war Zeitgenosse und Freund von Rab und Samuel und wurde von beiden hoch geschätzt.
Der Talmud erzählt von einer heftigen Auseinandersetzung Assis mit Schela ben Awuna über eine Ritualentscheidung, die mit dem bald aufeinander folgenden Tode beider geendet habe. Die auf ihre Totenbahren gelegten Myrthenzweige hätten sich einander zugeneigt, was als Versöhnung beider im Jenseits gedeutet wurde (bab. Nidda 36 b).